# 磐城駅
磐城駅（いわきえき）は、奈良県葛城市長尾にある、近畿日本鉄道（近鉄）南大阪線の駅。駅番号はF22。

## 歴史
- 1929年（昭和4年）3月29日：大阪鉄道の古市 - 久米寺（現在の橿原神宮前）間開通時に開業[1]。
- 1943年（昭和18年）2月1日：関西急行鉄道が大阪鉄道を合併[1]。関西急行鉄道天王寺線の駅となる。
- 1944年（昭和19年）6月1日：戦時統合により関西急行鉄道が南海鉄道（現在の南海電気鉄道の前身。後に再独立）と合併[1]。近畿日本鉄道南大阪線の駅となる。
- 2007年（平成19年）4月1日：PiTaPa使用開始[2]。
- 2013年（平成25年）12月21日：終日無人駅化。

## 駅構造
相対式ホーム2面2線を有する地上駅。ホーム有効長は4両編成分で、下りホーム側には保守車両用の側線がある。駅舎（改札口）は大阪阿部野橋方面行きホームの尺土寄りにあり、反対側の橿原神宮前方面行きホームへは構内踏切で連絡している。トイレは改札内にある。
無人駅で、PiTaPa・ICOCA対応の自動改札機および自動精算機（回数券カードおよびICカードのチャージに対応）が設置されている。

### のりば
| のりば | 路線       | 方向 | 行先             |
| ------ | ---------- | ---- | ---------------- |
| 1      | F 南大阪線 | 下り | 橿原神宮前方面   |
| 2      | F 南大阪線 | 上り | 大阪阿部野橋方面 |

## 当駅乗降人員
近年における1日乗降人員の調査結果は以下の通り。
- 2023年11月7日：1,067人
- 2022年11月8日：1,048人
- 2021年11月9日：1,090人
- 2018年11月13日：1,196人
- 2015年11月10日：1,383人
- 2012年11月13日：1,348人
- 2010年11月9日：1,339人
- 2008年11月18日：1,437人
- 2005年11月8日：1,575人

## 利用状況
近年の1日平均乗車人員は以下の通りである。
| 年度               | 1日平均 乗車人員 |
| ------------------ | ---------------- |
| 1995年（平成7年）  | 932              |
| 1996年（平成8年）  | 956              |
| 1997年（平成9年）  | 919              |
| 1998年（平成10年） | 887              |
| 1999年（平成11年） | 849              |
| 2000年（平成12年） | 812              |
| 2001年（平成13年） | 787              |
| 2002年（平成14年） | 756              |
| 2003年（平成15年） | 704              |
| 2004年（平成16年） | 691              |
| 2005年（平成17年） | 691              |
| 2006年（平成18年） | 662              |
| 2007年（平成19年） | 626              |
| 2008年（平成20年） | 622              |
| 2009年（平成21年） | 625              |
| 2010年（平成22年） | 622              |
| 2011年（平成23年） | 632              |
| 2012年（平成24年） | 622              |
| 2013年（平成25年） | 634              |
| 2014年（平成26年） | 623              |
| 2015年（平成27年） | 619              |
| 2016年（平成28年） | 618              |
| 2017年（平成29年） | 590              |
| 2018年（平成30年） | 599              |
| 2019年（令和元年） | 599              |

## 駅周辺

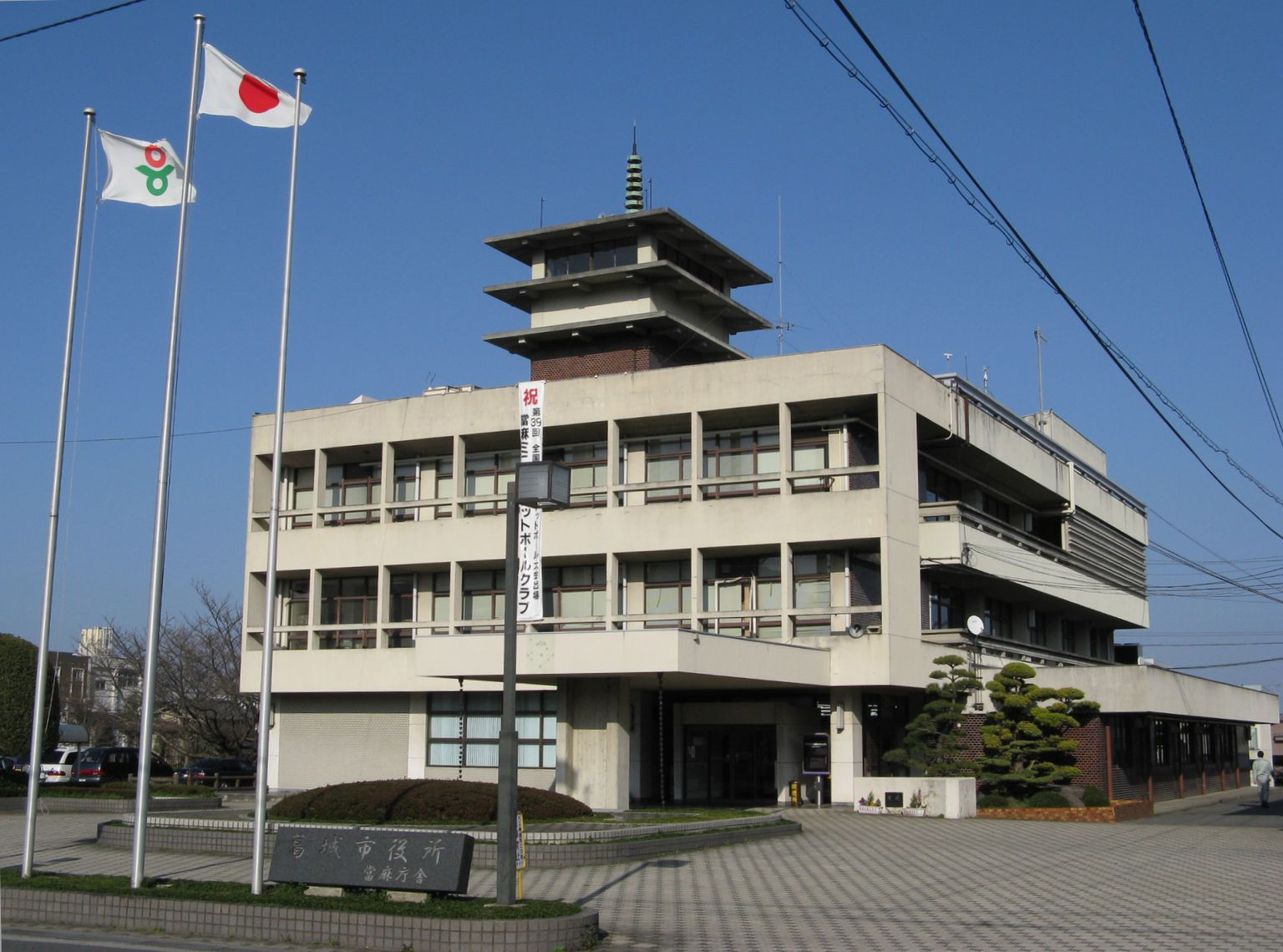
寺院風の造りの葛城市役所當麻庁舎

- 葛城市役所當麻庁舎（旧・當麻町役場）
- 葛城市當麻文化会館
- 葛城市立白鳳中学校
- 長尾神社（磐城駅下車徒歩1分）
- 長尾郵便局
- 国道165号
- 国道166号
- 国道168号

### バス路線
葛城市公共バス
- 環状線ルート
- ミニバスB 長尾・疋田ルート

## その他
かつて、近鉄御所線は当駅から分岐する計画であった。分岐のための線路も敷設されたが、後に御所線は隣の尺土駅から分岐することになったため、その線路は前述した保守車両用の側線となった。

## 隣の駅
近畿日本鉄道
F 南大阪線
■急行・■区間急行
通過
■準急・■普通
当麻寺駅 (F21) - 磐城駅 (F22) - 尺土駅 (F23)